# Jahvaughn Powell
Jahvaughn Everald Powell (nacido el 13 de marzo de 1996 en Tallahassee, Florida, Estados Unidos), conocido como Jahvaughn Powell, es un jugador de baloncesto estadounidense con pasaporte jamaicano que pertenece a la plantilla del Grupo Alega Cantabria de la Primera FEB. Con una altura oficial de 1,83 metros, juega en la posición de base.

## Trayectoria
Es un base formado en la Lincoln High School de su ciudad natal hasta 2014, cuando ingresó en el Tallahassee Community college, donde jugaría durante dos temporadas, desde 2014 a 2016.
En 2016, ingresa en la Universidad Estatal Nicholls, situada en Thibodaux, Luisiana, donde jugaría dos temporadas la NCAA con los Nicholls Colonels, desde 2016 a 2018.
Finalizada su etapa universitaria, en la temporada 2018-19, llega a España para jugar en el Iraurgi Saski Baloia de la Liga LEB Plata, donde juega durante dos temporadas, aportando 9,8 puntos y 3,5 asistencias por partido en su la temporada 2019-20.
El 22 de octubre de 2020, firma por el CB Alcobendas de la Liga LEB Plata.
En la temporada 2021-22, firma por el União Desportiva Oliveirense de la Liga Portuguesa de Basquetebol.
El 21 de enero de 2022, se compromete con el Alquimisa Carbajosa Empresarial de la Liga LEB Plata.
El 18 de agosto de 2022, firma por el Club Polideportivo La Roda de la Liga LEB Plata.
El 8 de agosto de 2023, firma por el Club Baloncesto Zamora de la Liga LEB Plata.
El 9 de julio de 2025, firma por el firma por el Grupo Alega Cantabria de la Primera FEB.